# Associazione Calcio Torino 1959-1960
Questa voce raccoglie le informazioni riguardanti l'Associazione Calcio Torino nelle competizioni ufficiali della stagione 1959-1960.

## Stagione
Nella stagione 1959-1960 il Torino ha disputato il campionato di Serie B, un torneo a 20 squadre con tre promozioni in Serie A e tre retrocessioni in Serie C, con 51 punti il Toro ha vinto il torneo davanti al Lecco con 50 punti ed al Catania con 47 punti. Retrocedono il Taranto con 33 punti, che ha perso gli spareggi con Monza e Venezia, il Modena con 32 punti ed il Cagliari con 31 punti..

## Rosa
| N. |                   | Ruolo | Calciatore          |
| -- | ----------------- | ----- | ------------------- |
|    | Italia (bandiera) | P     | Narciso Soldan      |
|    | Italia (bandiera) | P     | Lido Vieri          |
|    | Italia (bandiera) | D     | Enzo Bearzot (c)    |
|    | Italia (bandiera) | D     | Beniamino Cancian   |
|    | Italia (bandiera) | D     | Giuseppe Farina     |
|    | Italia (bandiera) | D     | Antonino Gerbaudo   |
|    | Italia (bandiera) | D     | Lino Grava          |
|    | Italia (bandiera) | D     | Remo Lancioni       |
|    | Italia (bandiera) | D     | Piero Scesa         |
|    | Italia (bandiera) | D     | Giancarlo Versolato |
|    | Italia (bandiera) | C     | Costanzo Balleri    |
|    | Italia (bandiera) | C     | Franco Beverina     |
|    | Italia (bandiera) | C     | Sergio Bonassin     |

| N. |                    | Ruolo | Calciatore            |
| -- | ------------------ | ----- | --------------------- |
|    | Francia (bandiera) | C     | Antoine Bonifaci      |
|    | Italia (bandiera)  | C     | Giancarlo Cella       |
|    | Italia (bandiera)  | C     | Rino Ferrario         |
|    | Italia (bandiera)  | C     | Giorgio Ferrini       |
|    | Italia (bandiera)  | C     | Mario Invernizzi      |
|    | Italia (bandiera)  | C     | Italo Mazzero         |
|    | Italia (bandiera)  | C     | Giambattista Moschino |
|    | Italia (bandiera)  | C     | Antonio Pellis        |
|    | Italia (bandiera)  | A     | Umberto Angeli        |
|    | Italia (bandiera)  | A     | Carlo Crippa          |
|    | Italia (bandiera)  | A     | Ulisse Gualtieri      |
|    | Italia (bandiera)  | A     | Sergio Santelli       |
|    | Italia (bandiera)  | A     | Giuseppe Virgili      |

## Calciomercato
| Acquisti | Acquisti              | Acquisti          | Acquisti      |
| R.       | Nome                  | da                | Modalità      |
| -------- | --------------------- | ----------------- | ------------- |
| P        | Narciso Soldan        | Milan             | definitivo    |
| D        | Remo Lancioni         | Lanerossi Vicenza | definitivo    |
| D        | Piero Scesa           | Novara            | definitivo    |
| C        | Rino Ferrario         | Juventus          | definitivo    |
| C        | Giorgio Ferrini       | Varese            | fine prestito |
| C        | Mario Invernizzi      | Vigevano          | definitivo    |
| C        | Giambattista Moschino | Novara            | definitivo    |
| A        | Ulisse Gualtieri      | Vigevano          | definitivo    |
| A        | Sergio Santelli       | Triestina         | definitivo    |

| Cessioni | Cessioni              | Cessioni    | Cessioni      |
| R.       | Nome                  | a           | Modalità      |
| -------- | --------------------- | ----------- | ------------- |
| P        | Vincenzo Rigamonti    | Maceratese  | definitivo    |
| P        | Lucidio Sentimenti IV |             | fine carriera |
| D        | Gianfranco Ganzer     | SPAL        | definitivo    |
| D        | Ermanno Tarabbia      | Ozo Mantova | definitivo    |
| D        | Fulvio Varglien III   | Triestina   | definitivo    |
| C        | Giancarlo Cella       | Novara      | prestito      |
| C        | Anthony Marchi        | Tottenham   | definitivo    |
| A        | Dionisio Arce         | Palermo     | definitivo    |
| A        | Gino Armano           |             | fine carriera |
| A        | Quinto Bertoloni      |             | fine carriera |
| A        | Romano Farinelli      | Cesena      | definitivo    |
| A        | Giampaolo Piaceri     | Cagliari    | definitivo    |

## Risultati

### Serie B

#### Girone di andata
| San Benedetto del Tronto 20 settembre 1959, ore 16:00 UTC+1 1ª giornata | Sambenedettese        | 0 – 0 | Torino | Stadio Fratelli Ballarin (7.000 spett.)\| Arbitro: \| De Marchi (Pordenone) \| |
| Arbitro:                                                                | De Marchi (Pordenone) |       |        |                                                                                |

| Arbitro: | Angonese (Mestre) |

|                                                       |           |  |
| Virgili 11’, 56’ (rig.), 17’ Ferrini 14’ Moschino 37’ | Marcatori |  |

| Arbitro: | Angelini (Firenze) |

|               |           |             |
| Carminati 19’ | Marcatori | 83’ Virgili |

| Arbitro: | Francescon (Padova) |

|             |           |               |
| Virgili 46’ | Marcatori | 43’ D. Crippa |

| Arbitro: | Babini (Ravenna) |

|                                |           |             |
| Lancioni 3’ (aut.) Bellini 36’ | Marcatori | 66’ Virgili |

| Arbitro: | Mori (Cremona) |

|             |           |  |
| Virgili 66’ | Marcatori |  |

| Arbitro: | Guidi (Brescia) |

|                                          |           |  |
| Mazzero 43’ Ferrini 49’ Virgili 54’, 59’ | Marcatori |  |

| Arbitro: | Rigato (Mestre) |

|  |           |                          |
|  | Marcatori | 30’ Moschino 38’ Bearzot |

| Arbitro: | Sbardella (Roma) |

|  |           |               |
|  | Marcatori | 60’ Rizzolini |

| Arbitro: | Ferrari (Milano) |

|             |           |                      |
| Bertoli 66’ | Marcatori | 70’ (aut.) Pistacchi |

| Arbitro: | Adami (Roma) |

|             |           |           |
| Virgili 21’ | Marcatori | 14’ Gotti |

| Arbitro: | Cariani (Roma) |

|  |           |             |
|  | Marcatori | 80’ Virgili |

| Torino 20 dicembre 1959, ore 14:30 UTC+1 13ª giornata | Torino           | 0 – 0 | Marzotto Valdagno | Stadio Filadelfia\| Arbitro: \| Babini (Ravenna) \| |
| Arbitro:                                              | Babini (Ravenna) |       |                   |                                                     |

| Arbitro: | Marchese (Napoli) |

|  |           |            |
|  | Marcatori | 74’ Angeli |

| Arbitro: | Butti (Como) |

|            |           |  |
| Crippa 77’ | Marcatori |  |

| Arbitro: | Francescon (Padova) |

|             |           |                         |
| Landoni 73’ | Marcatori | 17’ Virgili 84’ Mazzero |

| Catania 17 gennaio 1960, ore 14:30 UTC+1 17ª giornata | Catania            | 0 – 0 | Torino | Stadio Cibali (15.000 spett.)\| Arbitro: \| Campanati (Milano) \| |
| Arbitro:                                              | Campanati (Milano) |       |        |                                                                   |

| Arbitro: | Rastrelli (Firenze) |

|                        |           |  |
| Virgili 22’ Crippa 88’ | Marcatori |  |

| Modena 31 gennaio 1960, ore 14:30 UTC+1 19ª giornata | Modena          | 0 – 0 | Torino | Stadio Alberto Braglia\| Arbitro: \| Annoscia (Bari) \| |
| Arbitro:                                             | Annoscia (Bari) |       |        |                                                         |

#### Girone di ritorno
| Arbitro: | Molinari (Genova) |

|             |           |             |
| Virgili 37’ | Marcatori | 64’ Buratti |

| Cagliari 14 febbraio 1960, ore 14:30 UTC+1 21ª giornata | Cagliari              | 0 – 0 | Torino | Stadio Amsicora (16.000 spett.)\| Arbitro: \| De Marchi (Pordenone) \| |
| Arbitro:                                                | De Marchi (Pordenone) |       |        |                                                                        |

| Arbitro: | De Robbio (Torre Annunziata) |

|             |           |  |
| Mazzero 57’ | Marcatori |  |

| Arbitro: | Di Tonno (Lecce) |

|  |           |                  |
|  | Marcatori | 12’, 61’ Virgili |

| Arbitro: | De Marchi (Pordenone) |

|            |           |  |
| Pellis 88’ | Marcatori |  |

| Venezia 13 marzo 1960, ore 15:00 UTC+1 25ª giornata | Venezia        | 0 – 0 | Torino | Stadio Pierluigi Penzo\| Arbitro: \| Righi (Milano) \| |
| Arbitro:                                            | Righi (Milano) |       |        |                                                        |

| Taranto 20 marzo 1960, ore 15:00 UTC+1 26ª giornata | Taranto          | 0 – 0 | Torino | Stadio Valentino Mazzola (14.000 spett.)\| Arbitro: \| Sbardella (Roma) \| |
| Arbitro:                                            | Sbardella (Roma) |       |        |                                                                            |

| Arbitro: | Stanzione (Salerno) |

|                          |           |  |
| Gualtieri 32’ Crippa 80’ | Marcatori |  |

| Arbitro: | Roversi (Bologna) |

|                |           |            |
| Uzzecchini 49’ | Marcatori | 80’ Crippa |

| Arbitro: | Grignani (Milano) |

|                                    |           |                          |
| Virgili 49’ (rig.), 57’ Crippa 61’ | Marcatori | 53’ Ogliari 67’ Catalani |

| Lecco 17 aprile 1960, ore 15:30 UTC+1 30ª giornata | Lecco           | 0 – 0 | Torino | Stadio Mario Rigamonti\| Arbitro: \| Rigato (Mestre) \| |
| Arbitro:                                           | Rigato (Mestre) |       |        |                                                         |

| Arbitro: | Annoscia (Bari) |

|            |           |               |
| Crippa 76’ | Marcatori | 27’ Del Negro |

| Valdagno 1º maggio 1960, ore 16:00 UTC+1 32ª giornata | Marzotto Valdagno | 0 – 0 | Torino | Stadio dei Fiori\| Arbitro: \| Parisi (Messina) \| |
| Arbitro:                                              | Parisi (Messina)  |       |        |                                                    |

| Arbitro: | D'Agostini (Roma) |

|                              |           |                            |
| Virgili 3’ Bonifaci 27’, 84’ | Marcatori | 87’ Fanello 88’ Ghersetich |

| Arbitro: | Ferrari (Milano) |

|                              |           |  |
| Mentani 48’, 89’ Manzino 53’ | Marcatori |  |

| Torino 22 maggio 1960, ore 16:00 UTC+1 35ª giornata | Torino            | 0 – 0 | Messina | Stadio Filadelfia\| Arbitro: \| Roversi (Bologna) \| |
| Arbitro:                                            | Roversi (Bologna) |       |         |                                                      |

| Arbitro: | Campanati (Milano) |

|             |           |             |
| Virgili 32’ | Marcatori | 25’ Caceffo |

| Arbitro: | Marchese (Napoli) |

|                    |           |            |
| Cancian 26’ (aut.) | Marcatori | 4’ Virgili |

| Arbitro: | Gambarotta (Genova) |

|                                     |           |           |
| Ferrario 5’ Ferrini 21’ Mazzero 75’ | Marcatori | 71’ Lugli |

### Coppa Italia

#### Ottavi di finale
| Padova 4 novembre 1959, ore 14:30 UTC+1 Gara unica | Padova         | 0 – 2 | Torino | Stadio Silvio Appiani\| Arbitro: \| Righi (Milano) \| |
| Arbitro:                                           | Righi (Milano) |       |        |                                                       |

#### Quarti di finale
| Arbitro: | Gambarotta (Genova) |

|           |           |  |
| Crippa 5’ | Marcatori |  |

#### Semifinale
| Arbitro: | Righi (Milano) |

|                                               |           |                                        |
| Montuori 11’ Petris 13’, 40’, 31’ Gratton 18’ | Marcatori | 19’ Gualtieri 25’ Virgili 30’ Ferrario |

#### Finale 3º posto
| Arbitro: | Francescon (Padova) |

|                  |           |             |
| Rozzoni 21’, 39’ | Marcatori | 56’ Mazzero |

### Coppa dell'Amicizia italo-francese

#### Turno unico
| Torino 12 giugno 1960, ore 21:15 UTC+1 Gara di andata | Torino        | 0 – 0 | Lorraine | Stadio Filadelfia (8.000 spett.)\| Arbitro: \| Fauquembergue \| |
| Arbitro:                                              | Fauquembergue |       |          |                                                                 |

| Arbitro: | Butti |

|           |           |                  |
| Redin 12’ | Marcatori | 53’, 65’ Virgili |

## Statistiche

### Statistiche di squadra
| Competizione                       | Punti | In casa | In casa | In casa | In casa | In casa | In casa | In trasferta | In trasferta | In trasferta | In trasferta | In trasferta | In trasferta | Totale | Totale | Totale | Totale | Totale | Totale | DR  |
| Competizione                       | Punti | G       | V       | N       | P       | Gf      | Gs      | G            | V            | N            | P            | Gf           | Gs           | G      | V      | N      | P      | Gf     | Gs     | DR  |
| ---------------------------------- | ----- | ------- | ------- | ------- | ------- | ------- | ------- | ------------ | ------------ | ------------ | ------------ | ------------ | ------------ | ------ | ------ | ------ | ------ | ------ | ------ | --- |
| Serie B                            | 51    | 19      | 11      | 7       | 1       | 31      | 11      | 19           | 5            | 12           | 2            | 13           | 10           | 38     | 16     | 19     | 3      | 44     | 21     | +23 |
| Coppa Italia                       | -     | 1       | 1       | 0       | 0       | 1       | 0       | 3            | 2            | 0            | 1            | 6            | 7            | 4      | 3      | 0      | 1      | 7      | 7      | 0   |
| Coppa dell'Amicizia italo-francese | 3     | 1       | 0       | 1       | 0       | 0       | 0       | 1            | 1            | 0            | 0            | 2            | 1            | 2      | 1      | 1      | 0      | 2      | 1      | +1  |
| Totale                             | -     | 21      | 12      | 8       | 1       | 32      | 11      | 23           | 8            | 12           | 3            | 21           | 18           | 44     | 20     | 20     | 4      | 53     | 29     | +24 |

### Statistiche dei giocatori
| Giocatore     | Serie B  | Serie B | Coppa Italia | Coppa Italia | Coppa dell'Amicizia | Coppa dell'Amicizia | Totale   | Totale |
| Giocatore     | Presenze | Reti    | Presenze     | Reti         | Presenze            | Reti                | Presenze | Reti   |
| ------------- | -------- | ------- | ------------ | ------------ | ------------------- | ------------------- | -------- | ------ |
| U. Angeli     | 5        | 1       | 2            | 0            | 1                   | 0                   | 8        | 1      |
| C. Balleri    | -        | -       | 1            | 0            | -                   | -                   | 1        | 0      |
| E. Bearzot    | 24       | 1       | 3            | 0            | 1                   | 0                   | 28       | 1      |
| F. Beverina   | 0        | 0       | 1            | 0            | 0                   | 0                   | 1        | 0      |
| S. Bonassin   | 0        | 0       | 1            | 0            | 1                   | 0                   | 2        | 0      |
| A. Bonifaci   | 37       | 2       | 3            | 0            | 0                   | 0                   | 40       | 2      |
| B. Cancian    | 24       | 0       | 3            | 0            | 2                   | 0                   | 29       | 0      |
| G. Cella      | -        | -       | 1            | 0            | -                   | -                   | 1        | 0      |
| C. Crippa     | 38       | 6       | 3            | 1            | 2                   | 0                   | 43       | 7      |
| G. Farina     | 0        | 0       | 1            | 0            | 0                   | 0                   | 1        | 0      |
| R. Ferrario   | 16       | 1       | 2            | 1            | 1                   | 0                   | 19       | 2      |
| G. Ferrini    | 38       | 3       | 2            | 0            | 1                   | 0                   | 41       | 3      |
| A. Gerbaudo   | 7        | 0       | 2            | 0            | 1                   | 0                   | 10       | 0      |
| L. Grava      | 28       | 0       | 0            | 0            | 0                   | 0                   | 28       | 0      |
| U. Gualtieri  | 8        | 1       | 2            | 1            | 2                   | 0                   | 12       | 2      |
| M. Invernizzi | 1        | 0       | 0            | 0            | 0                   | 0                   | 1        | 0      |
| R. Lancioni   | 19       | 0       | 2            | 0            | 2                   | 0                   | 23       | 0      |
| I. Mazzero    | 28       | 4       | 3            | 1            | 2                   | 0                   | 33       | 5      |
| G. Moschino   | 13       | 2       | 0            | 0            | 0                   | 0                   | 13       | 2      |
| A. Pellis     | 18       | 1       | 0            | 0            | 2                   | 0                   | 20       | 1      |
| S. Santelli   | 17       | 0       | 2            | 0            | 1                   | 0                   | 20       | 0      |
| P. Scesa      | 20       | 0       | 3            | 0            | 2                   | 0                   | 25       | 0      |
| N. Soldan     | 32       | -17     | 2            | -2           | 1                   | -1                  | 35       | -20    |
| G. Versolatto | 1        | 0       | 0            | 0            | 0                   | 0                   | 1        | 0      |
| L. Vieri      | 6        | -4      | 2            | -5           | 2                   | -0                  | 10       | -9     |
| G. Virgili    | 38       | 21      | 3            | 1            | 1                   | 2                   | 42       | 24     |

## Giovanili

### Piazzamenti
- Primavera:
  - Campionato Cadetti:
  - Torneo di Viareggio: quarti di finale.